# ФК Байерн Мюнхен II
Байерн Мюнхен II (на немски: FC Bayern München II) е дублиращият отбор на Байерн Мюнхен. Състезава се в Трета лига на Германия. От 1973 до 2011 г. Байерн II се състезава в третото ниво на германския футбол. Между 2008 и 2011 г. е част от Трета лига, но през сезон 2010/11 завършва на последно място и отпада в Регионаллига Байерн. През сезон 2018/19 завършва на първо място и след баражи печели промоция за Трета лига.

## История
Първото участие на отбора е в топ лигата на баварското футболно първенство, в южната група на баварската Аматьорлига през 1956 г. След като завършва първия си сезон в тази лига в средата на таблицата, отборът завършва втори през 1957/58, на две точки зад местния съперник Вакер Мюнхен. Тимът повтаря това постижение през 1960/61, като шампион става Мюнхен 1860. През 1963 г. отборите в лигата са намалени на 14 и Байерн ІІ изпада. През 1966/67 става първи и печели промоция за Баварската лига. Отборът става 4-ти в шампионата през първия си сезон. През 1970/71 отново изпада. През 1973 г. се завръща в Баварската лига. През следващите 21 сезона отборът остава там без прекъсване. През тези 21 сезона тимът никога не печели лигата. През 1994 г. се въвежда регионална лига. Байерн ІІ трябва да бъде винаги в тази лига като дублиращ отбор, докато през 2008 г. не се сформира Трета лига. През 2004 г. печели Регионалната лига, но тъй като това е най-високата лига, където могат да играят дублиращи отбори, Байерн ІІ не е допуснат до Втора Бундеслига. През 2008 г. печели промоция за Трета лига, като финишира осми.

## Известни играчи
- Тони Кроос
- Бастиан Швайнщайгер
- Томас Мюлер
- Холгер Бадщубер
- Филип Лам
- Дани Шварц
- Кристиан Саба
- Беркант Гьоктан
- Давид Алаба
- Диего Контенто
- Звездан Мисимович
- Пьотър Троховски
- Торстен Финк
- Томас Линке
- Паоло Гереро
- Давид Яролим
- Оуен Харгрийвс
- Матс Хумелс

## Отличия

### Лига
- Регионаллига Зюд (III)
  - Шампион: 2004
- 2-ра Аматьорлига Обербайерн А (IV)
  - Шампион: 1956
- Регионаллига Байерн (IV)
  - Шампион: 2014, 2019

### Купа
- Купа на Бавария
  - Победител: 2002
- Обербайерн
  - Победител: 1995, 2001, 2002

### Международни
- ИФА Шийлд
  - Победител: 2005